# Gmina Chojna
Gmina Chojna je polská městsko-vesnická gmina v okrese Gryfino v Západopomořanském vojvodství. Sídlem gminy je město Chojna. Území gminy leží u hranic Polska s Německem, které tvoří řeka Odra.
Gmina má rozlohu 332,89 km² a zabírá 17,8 % rozlohy okresu.

## Částí gminy
MěstoChojna
StarostenstvíBiałęgi, Brwice, Czartoryja, Garnowo, Godków, Godków-Osiedle, Grabowo, Graniczna, Grzybno, Jelenin, Kamienny Jaz, Krajnik Dolny, Krajnik Górny, Krzymów, Lisie Pole, Łaziszcze, Mętno, Narost, Nawodna, Rurka, Stoki, Strzelczyn, Zatoń Dolna.
Sídla bez statusu starostenstvíBara, Barnkowo, Boguszczyn, Drozdowo, Jelonki, Kaliska, Krupin, Kuropatniki, Lisie Pole, Mętno Małe, Ognica, Ostrów, Pniewko, Przyciesie, Raduń, Strzeszewko, Trzeszcze, Wilcze, Wilkoszyce

## Sousední gminy a obce
| Růžice kompasu | Schwedt (Německo) | Widuchowa | Banie           | Růžice kompasu |
| Růžice kompasu |                   | Sever     | Trzcińsko-Zdrój | Růžice kompasu |
| Růžice kompasu | Gmina Chojna      |           | Trzcińsko-Zdrój | Růžice kompasu |
| Růžice kompasu | Jih               |           | Trzcińsko-Zdrój | Růžice kompasu |
| Růžice kompasu | Cedynia           | Moryń     | Mieszkowice     | Růžice kompasu |